# Heart Full of Sky
Heart Full Of Sky è il settimo album della band progressive rock Mostly Autumn. Il doppio CD, in edizione limitata, fu disponibile solo attraverso il sito ufficiale del gruppo, mentre il CD singolo fu messo regolarmente in vendita. È il primo lavoro dei Mostly Autumn a comprendere Chris Johnson alle tastiere e Olivia Sparnenn come membro ufficiale.

## Tracce
1. Fading Colours (Josh)
2. Half a World (Findlay)
3. Pocket Watch (Josh)
4. Blue Light (Johnson)
5. Walk With a Storm (Josh)
6. Find The Sun (Findlay/Josh)
7. Ghost (Josh)
8. Broken (Josh/Findlay)
9. Silver Glass (Johnson)
10. Further From Home (Josh)
11. Dreaming (Josh)

### Edizione Speciale

#### CD 1
1. Fading Colours (Josh)
2. Half a World (Findlay)
3. Pocket Watch (Josh)
4. Blue Light (Johnson)
5. Walk With a Storm (Josh)
6. Find The Sun (Findlay/Josh)
7. Ghost (Josh)
8. Broken (Josh/Findlay)
9. Silver Glass (Johnson)
10. Dreaming (Josh)

#### CD 2
1. Science and Machinery
2. Open Road
3. Gaze
4. Yellow Time
5. Broken Soldier
6. Further From Home (Josh)
7. Bright Green
8. Softer Than Brown

## Formazione
- Bryan Josh - voce, chitarra, pianoforte, tastiere
- Heather Findlay - voce, percussioni
- Chris Johnson - voce, tastiere, pianoforte, chitarra
- Angela Gordon - flauto, clarinetto, flauto dolce, voce
- Liam Davison - chitarra
- Andy Smith - basso
- Andrew Jennings - batteria
- Olivia Sparnenn - voce

Artisti esterni:
- Anne-Marie Helder - seconda voce (tracce 2, 4, 5, 10, 11)
- Troy Donockley - cornamusa irlandese (tracce 5, 11), feadòg (traccia 10)
- Peter Knight - violino (tracce 5, 6, 10), seconda voce (traccia 11)
- David Moore - organo Hammond (tracce 2, 5)
- Roger Newport - seconda voce (traccia 11)
- Mark Gordon - seconda voce (traccia 11)